# Disperis pusilla
Disperis pusilla là một loài thực vật có hoa trong họ Lan. Loài này được Verdc. mô tả khoa học đầu tiên năm 1968.